# اومار
اومار، روستایی در دهستان ماده کاریز بخش سفیدآبه شهرستان نیمروز در استان سیستان و بلوچستان ایران است.
روستای کوهستانی زیبای اومار با داشتن جاذبه های دیدنی توریستی مسافران نوروزی زیادی  را به خود جذب میکند. این روستا معروف کوه های زیبا وبلندی دارد که کونوردان زیادی را به چالش میکشد. کوه هایی به نام های پلنگ کوه،  زیرگی،  دراجپاد،  و... 
محصول روستا کشاورزی و دامداری است که با داشتن بزرگترین معدن طلای منطقه این روستا را ممتاز میسازد 
سرمایه گذاری در روستا به تازگی مورد توجه خیلی از سرمایه گزاران قرار گرفته. 
اولین ساکنان این روستا  (ناروئی ها) تیره مره ای، بودند. که روستا را تشکیل دادند

## جمعیت
بر پایه سرشماری عمومی نفوس و مسکن در سال ۱۳۹۵، جمعیت این روستا برابر با ۳۵۰ نفر (۶۶ خانوار) بوده‌است.